# April
April (hangul: 에이프릴, zapis stylizowany: APRIL) – południowokoreański girlsband założony przez DSP Media. Grupa zadebiutowała w sześcioosobowym składzie, wydając minialbum Dreaming. Zespół składa się z Chaekyung, Chaewon, Naeun, Yena, Rachel oraz Jinsol.
Zespół zakończył działalność z dniem 28 stycznia 2022 roku.

## Członkinie
| Pseudonim   | Pseudonim | Prawdziwe imię  | Prawdziwe imię | Data urodzenia        | Pozycja                                    |
| Latynizacja | Hangul    | Latynizacja     | Hangul         | Data urodzenia        | Pozycja                                    |
| ----------- | --------- | --------------- | -------------- | --------------------- | ------------------------------------------ |
| Chaekyung   | 채경      | Yoon Chae-kyung | 윤채경         | 7 lipca 1996(dts)     | liderka, wokal                             |
| Chaewon     | 채원      | Kim Chae-won    | 김채원         | 8 listopada 1997(dts) | główny wokal                               |
| Naeun       | 나은      | Lee Na-eun      | 이나은         | 5 maja 1999(dts)      | wokal                                      |
| Yena        | 예나      | Yang Ye-na      | 양예나         | 22 maja 2000(dts)     | wokal, prowadząca raperka, główna tancerka |
| Rachel      | 레이첼    | Sung Na-yeon    | 성나연         | 28 sierpnia 2000(dts) | wokal, główna raperka, prowadząca tancerka |
| Jinsol      | 진솔      | Lee Jin-sol     | 이진솔         | 4 grudnia 2001(dts)   | główny wokal                               |
| Somin       | 소민      | Jeon So-min     | 전소민         | 22 sierpnia 1996(dts) |                                            |
| Hyunjoo     | 현주      | Lee Hyun-joo    | 이현주         | 5 lutego 1998(dts)    |                                            |

## Dyskografia

### Minialbumy
- Dreaming (2015)
- Spring (2016)
- Prelude (2017)
- Eternity (2017)
- The Blue (2018)
- The Ruby (2018)
- Da Capo (2020)

### CD single
- Boing Boing (2015)
- Snowman (2015)
- Mayday (2017)
- Hello Summer (2020)

## Filmografia
Programy telewizyjne
- Here Goes April (2015, Naver V Channel)
- Daily APRIL (2016, AfreecaTV)
- A-IF-Ril (2017, Mnet)
- April Secret (2017, Naver V Channel)